# Louis-Alexandre Dubourg
Pour les articles homonymes, voir Dubourg.

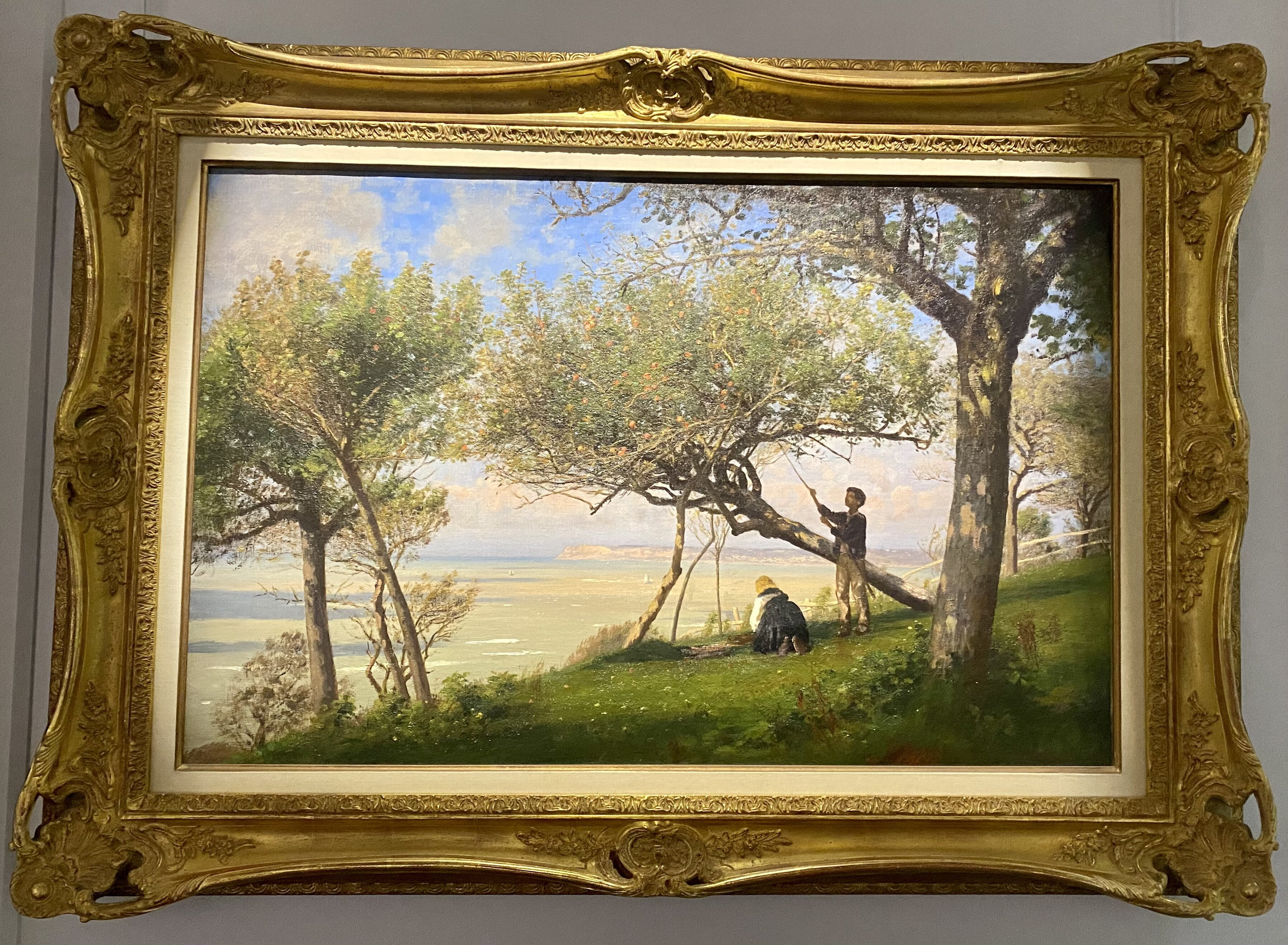
Louis-Alexandre Dubourg, Le ramassage des pommes près de Honfleur, Honfleur, musée Eugène Boudin.

Louis-Alexandre Dubourg, né le 27 février 1821 à Honfleur, commune où il est mort le 27 novembre 1891, est un peintre français.
Originaire de Normandie, élève de Léon Cogniet, Dubourg a représenté la vie de sa région (ports de pêche, campagne, population). Il fonde en 1868 le musée municipal d’Honfleur.

## Biographie

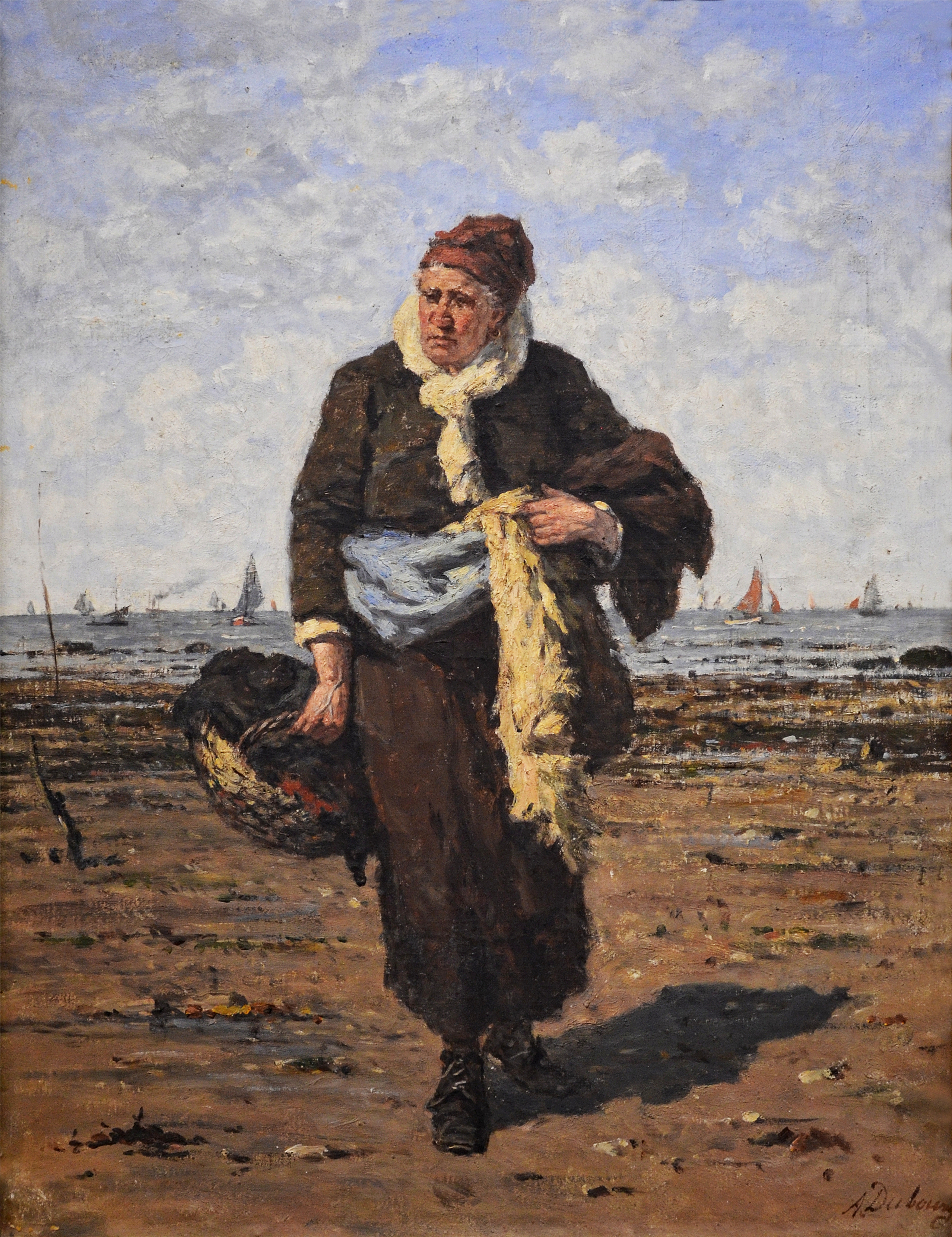
Marchande de marée à Honfleur, musée d'Art et d'Histoire de Cognac.

Louis-Alexandre Dubourg est né à Honfleur le 27 février 1821. Sa famille vit au cœur de la vieille ville. Son père Henri Dubourg, originaire de Domfront (Orne) exerce le métier de mécanicien, forgeron de marine et serrurier. Son ami Léon Leclerc le décrira ainsi : « Replié sur lui-même, enclin à un certain mysticisme, qui le rendait peu communicatif, d'une modestie excessive qui le faisait trop souvent douter de sa valeur […][réf. nécessaire] ».
Alexandre Dubourg exerce très tôt le métier d'employé de commerce, mais consacre ses loisirs à la peinture. Il est passionné. Sa rencontre avec le peintre Gustave Hamelin est déterminante puisque celui-ci l'encourage non seulement à peindre mais à se rendre à Paris.
En 1868, il crée le musée municipal de la ville de Honfleur : le musée des Beaux-Arts de Honfleur, aujourd'hui musée Eugène Boudin. Il fut également le premier conservateur en 1869. 
Il meurt le 27 novembre 1891 à Honfleur.

## Œuvres dans les collections publiques
- Caen, musée des Beaux-Arts :
  - Poissons ;
  - Prunes.
- Cognac, musée d'Art et d'Histoire : Marchande de marée à Honfleur.
- Le Havre, musée d'Art moderne André-Malraux :
  - La Jetée d’Honfleur ;
  - Marins.
- Pau, musée des Beaux-Arts :
  - La Fenaison ;
  - Marché de Pont-L’Evêque.
- Roanne, musée des Beaux-Arts et d'Archéologie Joseph-Déchelette : Portrait F.L.M Néel, avocat à Rouen.
- Rouen, musée des Beaux-Arts : Le Marché Sainte-Catherine, à Honfleur.